# 5908 Aichi
5908 Aichi è un asteroide della fascia principale. Scoperto nel 1989, presenta un'orbita caratterizzata da un semiasse maggiore pari a 2,2545651 au e da un'eccentricità di 0,1754733, inclinata di 5,98456° rispetto all'eclittica.
L'asteroide è dedicato all'omonima prefettura giapponese.